# Xinghua
Xinghua (chiń. 兴化; pinyin Xīnghuà) – miasto na prawach powiatu we wschodnich Chinach, w prowincji Jiangsu, w prefekturze miejskiej Taizhou. W 2000 roku liczba mieszkańców miasta wynosiła 1 441 659.

## Historia
Miejscowość znana była w starożytności pod nazwą Zhaoyang (昭阳) lub Chushui (楚水). W okresie Wiosen i Jesieni należała do państwa Wu, natomiast w okresie Walczących Królestw przeszła pod panowanie państwa Chu. W okresie Pięciu Dynastii i Dziesięciu Królestw Xinghua podniesiono do rangi powiatu. W lutym 1987 roku Xinghua otrzymało prawa miejskie.